# Сольферино (станция метро)
Сольферино (фр. Solférino) — станция линии 12 Парижского метрополитена, расположенная в VII округе Парижа. Названа по одноимённой улице (фр. Rue de Solférino), получившей своё имя в честь битвы при Сольферино в ходе австро-итало-французской войны. В пешей доступности от станции располагаются мэрия 7-го округа, Музей Орсе с одноимённой станцией RER и офисы Социалистической партии Франции.

## История
- Станция открылась 5 ноября 1910 года в составе первого пускового участка тогдашней линии А компании Север-Юг (с 1931 года линии 12 Парижского метрополитена) Порт де Версаль — Нотр-дам-де-Лоретт. От времён компании Север-Юг сохранились некоторые элементы оформления станционного зала.
- Пассажиропоток по станции по входу в 2011 году, по данным RATP, составил 2 449 915 человек[2]. В 2013 году этот показатель вырос до 2 632 023 пассажиров (206 место по уровню входного пассажиропотока в Парижском метро)[3]

## Галерея
- Лестничный сход
- Состав модели MF 67, прибывающий на станцию

- Южный торец станции
- Название станции, выложенное плиткой